# Melittia oedipus
Melittia oedipus is een vlinder uit de familie wespvlinders (Sesiidae), onderfamilie Sesiinae.
Melittia oedipus is voor het eerst wetenschappelijk beschreven door Oberthür in 1878. De soort komt voor in het Afrotropisch gebied.